# Star Trek: Deep Space Nine
Star Trek: Deep Space Nine (Star Trek: Espai Profund 9) és una sèrie de televisió de ciència-ficció creada per Rick Berman i Michael Piller. La quarta sèrie de la franquícia  de Star Trek, es va emetre originalment en redifusió del 3 de gener de 1993 al 2 de juny de 1999, amb 176 episodis en set temporades. Ambientada al segle XXIV, quan la Terra forma part d'una Federació Unida de Planetes, la seva narració se centra en l'estació espacial homònima Espai Profund 9, situada al costat d'un forat de cuc que connecta el territori de la Federació amb el Quadrant Gamma a l'extrem de la galàxia Via Làctia.

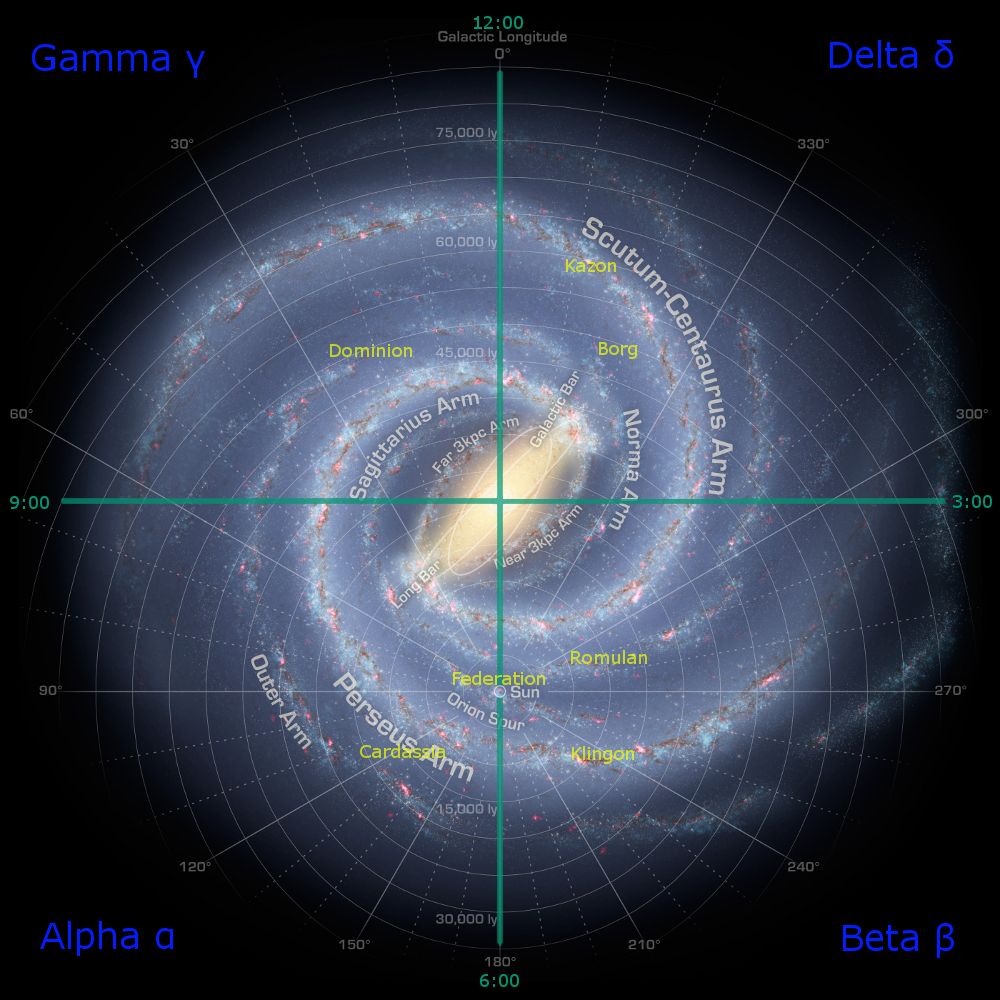
Els quadrants galàctics segons Star Trek. Entre el Quadrants Alfa i el Quadrant Gamma s'hi troba Espai Profund 9

Després de l'èxit de Star Trek: La nova generació, Paramount Pictures va encarregar una nova sèrie ambientada a l'univers de ficció de Star Trek. En crear Deep Space Nine, Berman i Piller es van basar en elements argumentals introduïts a La nova generació, és a dir, el conflicte entre dues espècies, els cardassians i els bajorans. Deep Space Nine va ser la primera sèrie Star Trek que es va crear sense la implicació directa del creador de la franquícia Gene Roddenberry, la primera muntada en una estació espacial en lloc d'una nau estel·lar viatgera, i la primera a tenir un afroamericà com a personatge central: el comandant de la Flota Estel·lar, després capità, Benjamin Sisko (interpretat per Avery Brooks).
Es van fer canvis a la sèrie al llarg dels seus set anys. A la tercera temporada, es va presentar la nau estelar USS Defiant per permetre més històries lluny de l'estació espacial. El quart va afegir Worf (Michael Dorn), un personatge originari de La nova generació, al repartiment principal. Les tres últimes temporades tracten un arc narratiu, el de la guerra entre la Federació i un poder invasor del quadrant gamma, el Domini. Encara que no és tan popular com La nova generació, Deep Space Nine va tenir una bona acollida crítica. Després de l'èxit de Deep Space Nine, Paramount va encarregar a Berman, Piller i Jeri Taylor la producció de Star Trek: Voyager, que va començar el 1995. Durant l'execució de Deep Space Nine es van produir diverses novel·lacions d'episodis i videojocs vinculats. Un cop acabat l'espectacle, diverses novel·les i còmics van continuar les aventures de la tripulació.

## Argument
L'escenari principal de Deep Space Nine és una estació espacial prop del planeta Bajor, construïda pels imperialistes cardassians durant la seva llarga i brutal ocupació de Bajor. Després d'alliberar-se a través d'una guerra de guerrilles, els bajorans conviden la Federació Unida de Planetes a administrar conjuntament l'estació, anomenada fins aleshores Terok Nor i que passa a anomenar-se Espai Profund 9, i s'assigna una tripulació de la Flota Estel·lar per gestionar-la, dirigida pel comandant Benjamin Sisko.
Poc després de la seva arribada, Sisko descobreix un forat de cuc estable a l'espai bajorà entre el Quadrant Alfa i el Quadrant Gamma inexplorat, i l'estació es mou prop de l'entrada del forat de cuc. El forat de cuc és la llar d'extraterrestres poderosos i no corporals als quals els bajorans veneren com "els profetes". Sisko és venerat pels bajorans com l' "Emissari" dels Profetes; tot i que inicialment se sent incòmode per ser una figura religiosa, a poc a poc va acceptant el seu paper.
Deep Space Nine i Bajor es converteixen ràpidament en un centre d'exploració, comerç interestel·lar, maniobres polítiques i finalment un conflicte obert. Les amenaces no sols provenen dels cardassians, els klíngons i els romulans del Quadrant Alfa, sinó també més tard del Domini, un poderós imperi del Quadrant Gamma governat per una espècie de canviants de forma. La nau USS Defiant està assignada per ajudar a protegir l'estació. Quan el Domini i els Cardassians prenen les armes contra la Federació i els seus aliats a partir de la cinquena temporada, Espai Profund 9 es converteix en una base clau de la Federació a la Guerra del Domini.
Segons el co-creador Berman, ell i Tiller es van plantejar establir la nova sèrie en un planeta colònia, però van decidir que una estació espacial atrauria més els espectadors i estalviaria els diners necessaris per al rodatge d'un programa terrestre. No volien que l'espectacle s'instal·lés a bord d'una nau estel·lar perquè Star Trek: la nova generació encara estava en producció i, en paraules de Berman, "semblava ridícul tenir dos espectacles: dos repartiments de personatges que anaven a on ningú ha anat abans".
Si bé els seus predecessors acostumaven a restaurar el status quo ante al final de cada episodi, permetent la visualització fora d'ordre, DS9 conté arcs de la història que abasten episodis i temporades. Una entrega sovint es basa en d'anteriors, amb diversos finals deixada en suspens. Michael Piller va considerar aquesta una de les millors qualitats de la sèrie, ja que va permetre que les repercussions dels episodis passats influïssin en els esdeveniments futurs i va obligar els personatges a "aprendre que les accions tenen conseqüències". Aquesta tendència es va notar especialment cap al final de la sèrie, moment en el qual el programa es va guionitzar intencionadament com a sèrie.
A diferència de Star Trek: La nova generació, els conflictes interpersonals van ser destacats a DS9. Això va ser a proposta dels escriptors de Star Trek: la nova generació, molts dels quals també van escriure per a DS9, que van dir que la prohibició de Roddenberry de conflictes dins de la tripulació restringia la seva capacitat per escriure històries dramàtiques convincents. En paraules de Piller, "Les persones que vénen de llocs diferents —persones honorables i nobles— tindran conflictes, naturalment". La sèrie va tenir una visió més cínica de la naturalesa humana i de la Federació Unida de Planetes que la visió utòpica presentada a La nova generació, i a diferència de la seva predecessora, comptava amb personatges principals que no eren de la Federació i podien oferir una perspectiva alternativa. Apareixen els Profetes (nom donat pels bajorans als "esperits" que habiten el forat de cuc descobert en 2369 pel Comandant Benjamin Sisko). Originalment es van sentir amenaçats pels humanoides de carn i os, i no tenen consciència del temps.

## Repartiment

### Repartiment principal
| Actor            | Personatge | Posició                                                            | Aparició       | Espècie  | Rang                                                                       |
| ---------------- | --- | ------------------------------------------------------------------ | -------------- | -------- | -------------------------------------------------------------------------- |
| Avery Brooks     | Benjamin Sisko | Comandant                                                          | Temporades 1–7 | Humà     | - Comandant (Temporades 1–3) - Capità (Temporades 3–7)                     |
| Avery Brooks     | Benjamin Sisko és l'oficial de la Flota Estel·lar a càrrec de Deep Space Nine. Al començament de la sèrie, és un vidu afligit (la seva dona va ser assassinada pels Borg a la Batalla de Wolf 359) i el pare d'un fill preadolescent, Jake. Ell i Jadzia Dax descobreixen el forat de cuc bajorà, que els bajorans creuen que és la llar dels profetes, els seus déus i protectors. Els bajorans aclamen Sisko com a emissari dels profetes, un estatus religiós exaltat que inicialment el fa sentir incòmode, però que a poc a poc va acceptant. Al final de la tercera temporada, és ascendit a capità i, finalment, es converteix en un líder clau de les forces de la Federació contra el Domini. La setena temporada revela que la mare de Sisko va ser posseïda per un dels profetes el temps suficient per assegurar-se que naixia. |                                                                    |                |          |                                                                            |
| René Auberjonois | Odo | Cap de seguretat                                                   | Temporades 1–7 | Canviant | Conestable (no oficial)                                                    |
| René Auberjonois | El conestable Odo és el cap de seguretat de l'estació. És un canviant, una forma de vida líquida capaç d'assumir qualsevol forma que desitgi, encara que normalment pren la forma d'un humanoide masculí adult. Els seus orígens són inicialment desconeguts; va ser descobert pels bajorans uns anys abans de l'inici de la sèrie i sotmès a una dolorosa experimentació fins que es van adonar que era sensible. Anhela trobar la seva gent, però quan finalment ho fa, s'assabenta que són els governants autoritaris del domini. Odo està dividit entre el seu anhel d'estar amb el seu poble i la seva oposició a l'imperialisme totalitari del Domini. Arriba a estimar la bajorana Kira. |                                                                    |                |          |                                                                            |
| Alexander Siddig | Julian Bashir | Cap oficial mèdic                                                  | Temporades 1–7 | Humà     | Tinent, primer grau (Temporades 1–3) Tinent (Temporades 4–7)               |
| Alexander Siddig | Julian Bashir és el director mèdic de l'estació. Una mica sense tacte i arrogant inicialment, desenvolupa amistats amb alguns dels residents de l'estació, especialment Miles O'Brien i el misteriós sastre cardassià i exespia Garak. Més tard, es revela que la seva alta intel·ligència i habilitat física són el resultat de millores genètiques il·legals que els seus pares van obtenir per a ell quan era nen perquè es quedava enrere dels seus companys de classe. Siddig va ser acreditat com Siddig el Fadil, una forma abreujada del seu nom de naixement, durant les tres primeres temporades, abans d'adoptar el nom artístic Alexander Siddig, després de descobrir que els espectadors no sabien pronunciar el seu nom. Siddig es va continuar acreditant com a Siddig el Fadil quan va dirigir.                            |                                                                    |                |          |                                                                            |
| Terry Farrell    | Jadzia Dax | Cap Oficial cientític                                              | Temporades 1–6 | Trill    | - tinent (Temporades 1–3) - Tinent comandant (Temporades 4–6)              |
| Terry Farrell    | Jadzia Dax és l'oficial científica de l'estació. Membre de l'espècie Trill, l'humanoide Jadzia comparteix una existència simbiòtica amb un "simbiont" de llarga vida anomenat Dax, que ja ha experimentat set vides anteriors "unides" amb altres Trills. L'anterior amfitrió, Curzon Dax, un diplomàtic i faldiller, va ser mentor i amic íntim de Sisko. Aquesta amistat continua amb Jadzia, a qui Sisko anomena familiarment "home vell". Es casa amb Worf durant la sisena temporada del programa. Quan Terry Farrell es va negar a renovar el seu contracte al final d'aquella temporada, el seu personatge va ser assassinat i Ezri Dax va ser presentat com el següent amfitrió de Dax. |                                                                    |                |          |                                                                            |
| Cirroc Lofton    | Jake Sisko | - Estudiant (Temporades 1–5) - Periodista (Temporades 5–7)         | Temporades 1–7 | Humà     | Civil                                                                      |
| Cirroc Lofton    | Jake és el fill de Benjamin Sisko. Al principi li molesta la idea de viure en una antiga estació espacial cardassiana, però aviat s'adapta a la vida a l'estació i desenvolupa una profunda amistat amb Nog, un ferengi que és l'únic altre resident de l'estació proper a la seva edat. El seu pare vol que s'uneixi a la Flota Estel·lar, però en Jake anhela ser escriptor, i finalment esdevindrà reporter del Servei de Notícies de la Federació. Durant les set temporades, Jake i Nog creixen de nens a adults joves, amb històries que mostren els seus ritus de pas, èxits i contratemps. |                                                                    |                |          |                                                                            |
| Colm Meaney      | Miles O'Brien | Oficial en cap d'operacions                                        | Temporades 1–7 | Humà     | Suboficial en cap superior                                                 |
| Colm Meaney      | Miles O'Brien és el cap d'operacions, responsable de mantenir l'estació en bon funcionament. El personatge es va originar com un paper recurrent a La nova generació; a Deep Space Nine, es va convertir en el primer personatge principal d'una sèrie Star Trek a ser un suboficial. Ell i Julian Bashir són amics íntims. Està casat amb la botànica i professora Keiko; tenen una filla, Molly, i més tard un fill, Kirayoshi, nascut a la cinquena temporada. Com a home de família "sense complicacions", els escriptors l'utilitzen sovint com un personatge "manetes" que lluita amb diverses dificultats de la ciència-ficció. |                                                                    |                |          |                                                                            |
| Armin Shimerman  | Quark | Propietari del bar                                                 | Temporades 1–7 | Ferengi  | Civil                                                                      |
| Armin Shimerman  | Quark és el propietari d'un bar a Deep Space Nine. Com la majoria dels ferengi, considera que l'adquisició de beneficis és l'objectiu més alt, i els seus esquemes de guanyar diners sovint ombrívols el posen en conflicte amb Odo. La seva visió del món cínica i orientada als beneficis s'utilitza sovint com a crítica o contrapunt a l'idealisme de la Federació, tot i que de vegades mostra un codi moral, optant per salvar vides a costa dels beneficis. Sisko considera Quark un àncora per a la comunitat de comerciants i la societat en general a bord de l'estació. Pressiona en Quark perquè no es traslladi després que els cardassians siguin expulsats, donant-li condicions financeres molt generoses per quedar-se i mantenir el seu negoci en funcionament.                                                           |                                                                    |                |          |                                                                            |
| Nana Visitor     | Kira Nerys | Primer oficial                                                     | Temporades 1–7 | Bajorana | - Major (Temporades 1–6) - Coronel (Temporada 7) - Comandant (Temporada 7) |
| Nana Visitor     | Kira Nerys és l'enllaç de l'exèrcit bajorà amb Deep Space Nine i el segon al comandament de Sisko. Durant l'ocupació cardassiana de Bajor, va ser combatent guerrillera de la resistència bajorana. Inicialment sospita de les intencions de la Federació cap al seu planeta, però creix fins a confiar i fer-se amiga de la resta de la tripulació. És profundament religiosa i, de vegades, li resulta incòmode tenir l'emissari dels profetes com a comandant. Ro Laren, un personatge de Star Trek: La nova generació, va ser la primera elecció dels productors per al primer oficial de Sisko, però Michelle Forbes no es va voler comprometre amb una sèrie de televisió. |                                                                    |                |          |                                                                            |
| Michael Dorn     | Worf | - Oficial d'operacions estratègiques - Primer oficial, USS Defiant | Temporades 4–7 | Klíngon  | Tinent comandant                                                           |
| Michael Dorn     | La quarta temporada va veure la incorporació de Dorn al repartiment per augmentar les audiències, repetint el seu paper del klíngon Worf, a qui havia interpretat durant set anys a Star Trek: La nova generació. Worf es trasllada a Deep Space Nine quan esclata una breu guerra entre la Federació i l'Imperi Klíngon i es manté com a Oficial d'Operacions Estratègiques i més tard com a enllaç amb l'Imperi Klíngon. El seu arc de personatge se centra a negociar la seva doble identitat com a oficial klingon i com a oficial de la Flota Estel·lar. Es casa amb Jadzia Dax a la sisena temporada. |                                                                    |                |          |                                                                            |
| Nicole de Boer   | Ezri Dax | Conseller                                                          | Temporada 7    | Trill    | - Alferes Temporada 7) - Tient, grau inferior (Temporada 7)                |
| Nicole de Boer   | Després de l'abrupta sortida de Terry Farrell, Ezri Dax es va afegir a la sèrie com el següent amfitrió del simbiont Dax, una jove trill consellera de salut mental de la Flota Estel·lar. No preparada i sense formació per unir-se, sovint se sent frustrada per aspectes de la relació simbiòtica i els records de vuit vides que hereta. Lluita amb els seus records de l'amor de Jadzia per Worf, ja que es veu atreta pel Dr. Bashir. |                                                                    |                |          |                                                                            |

### Repartiment secundari
| Actor                                            | Personatge        | Descripció | Aparicions           | Espècie              |
| ------------------------------------------------ | ----------------- | --- | -------------------- | -------------------- |
| Marc Alaimo                                      | Dukat             | L'antic prefecte cardassià de Bajor durant l'ocupació, després líder de la Unió Cardassiana després d'aliar-se amb el Domini                                                                          | Temporades 1–7       | Cardassià            |
| Aron Eisenberg                                   | Nog               | Nebot de Quark, amic íntim de Jake Sisko, que es converteix en el primer ferengi a unir-se a la Flota Estel·lar                                                                                       | Temporades 1–7       | Ferengi              |
| Max Grodénchik                                   | Rom               | El germà de Quark i el pare de Nog, que inicialment treballa al bar de Quark abans de deixar-ho per convertir-se en enginyer de manteniment a Deep Space Nine                                         | Temporades 1–7       | Ferengi              |
| Andrew J. Robinson                               | Elim Garak        | Un espia cardassià deshonrat que viu a l'exili a Deep Space Nine, on treballa com a sastre i entaula una amistat amb Bashir                                                                           | Temporades 1–7       | Cardassià            |
| Rosalind Chao                                    | Keiko O'Brien     | Botànica, que es converteix breument en mestra d'escola a Deep Space Nine i després torna a la seva carrera anterior. Està casada amb Miles O'Brien.                                                  | Temporades 1–7       | Humana               |
| Wallace Shawn                                    | Zek               | Grand Nagus (líder) de l'Aliança Ferengi | Temporades 1–3 & 5–7 | Ferengi              |
| Philip Anglim                                    | Bareil Antos      | Un Vedek progressista (clergue bajorà d'alt rang) que esdevé l'amant de Kira | Temporades 1–3 & 6   | Bajorà               |
| Louise Fletcher                                  | Winn Adami        | Un Vedek connivent i ambiciós que és seleccionat per convertir-se en Kai, el líder espiritual de Bajor                                                                                                | Temporades 1–7       | Bajorana             |
| Salome Jens                                      | Dona Canviant     | Portaveu dels Fundadors del Domini, que després supervisa l'esforç de guerra al Quadrant Alfa | Temporades 3–4 & 6–7 | Canviant             |
| Kenneth Marshall                                 | Michael Eddington | Un oficial de seguretat de la Flota Estelar a Deep Space Nine que traeix la Federació i s'uneix al Maquis                                                                                             | Temporades 3–5       | Humà                 |
| Robert O'Reilly                                  | Gowron            | Canceller de l'Imperi Klíngon | Temporades 3–5 & 7   | Klíngon              |
| Chase Masterson                                  | Leeta             | Una "noia Dabo" al bar de Quark que finalment es casa amb Rom | Temporades 3–7       | Bajorana             |
| Penny Johnson Jerald                             | Kasidy Yates      | Un capità de càrrega civil que es converteix en l'interès amorós de Sisko | Temporades 3–7       | Humana               |
| Jeffrey Combs                                    | Brunt             | Un "liquidador" per a l'Autoritat de Comerç Ferengi | Temporades 3–7       | Ferengi              |
| Jeffrey Combs                                    | Weyoun            | Un administrador del Domini, negociador i comandant militar, eventualment a càrrec de les forces del Domini al Quadrant Alfa; és substituït diverses vegades per clons, ja que diversos Weyoun moren. | Temporades 4–7       | Vorta                |
| - Andrea Martin - Cecily Adams                   | Ishka             | La mare de Quark, una empresària de gran èxit que s'alça pels drets civils de les femelles ferengi (a qui no se'ls permet fer negocis)                                                                | Temporades 3 & 5–7   | Ferengi              |
| J. G. Hertzler                                   | Martok            | Un influent general klíngon que comanda les forces klíngons a la Guerra del Domini, més tard canceller de l'Imperi                                                                                    | Temporades 4–7       | Klíngon              |
| - Cyia Batten - Tracy Middendorf - Melanie Smith | Tora Ziyal        | illa mig bajorana de Dukat | Temporades 4–6       | Bajorana-cardassiana |
| Casey Biggs                                      | Damar             | Ajudant de Dukat, que succeeix a Dukat com a líder de Cardàssia i després lidera la rebel·lió cardassiana contra el Domini                                                                            | Temporades 4–7       | Cardassià            |
| Barry Jenner                                     | William Ross      | Comandant de les forces de la Flota Estel·lar a la Guerra del Domini | Temporades 6–7       | Humà                 |
| James Darren                                     | Vic Fontaine      | Una simulació hologràfica d'un cantant de saló de Las Vegas dels anys 60 que ofereix consells personals útils                                                                                         | Temporades 6–7       | Holograma            |

### Personatges recurrents

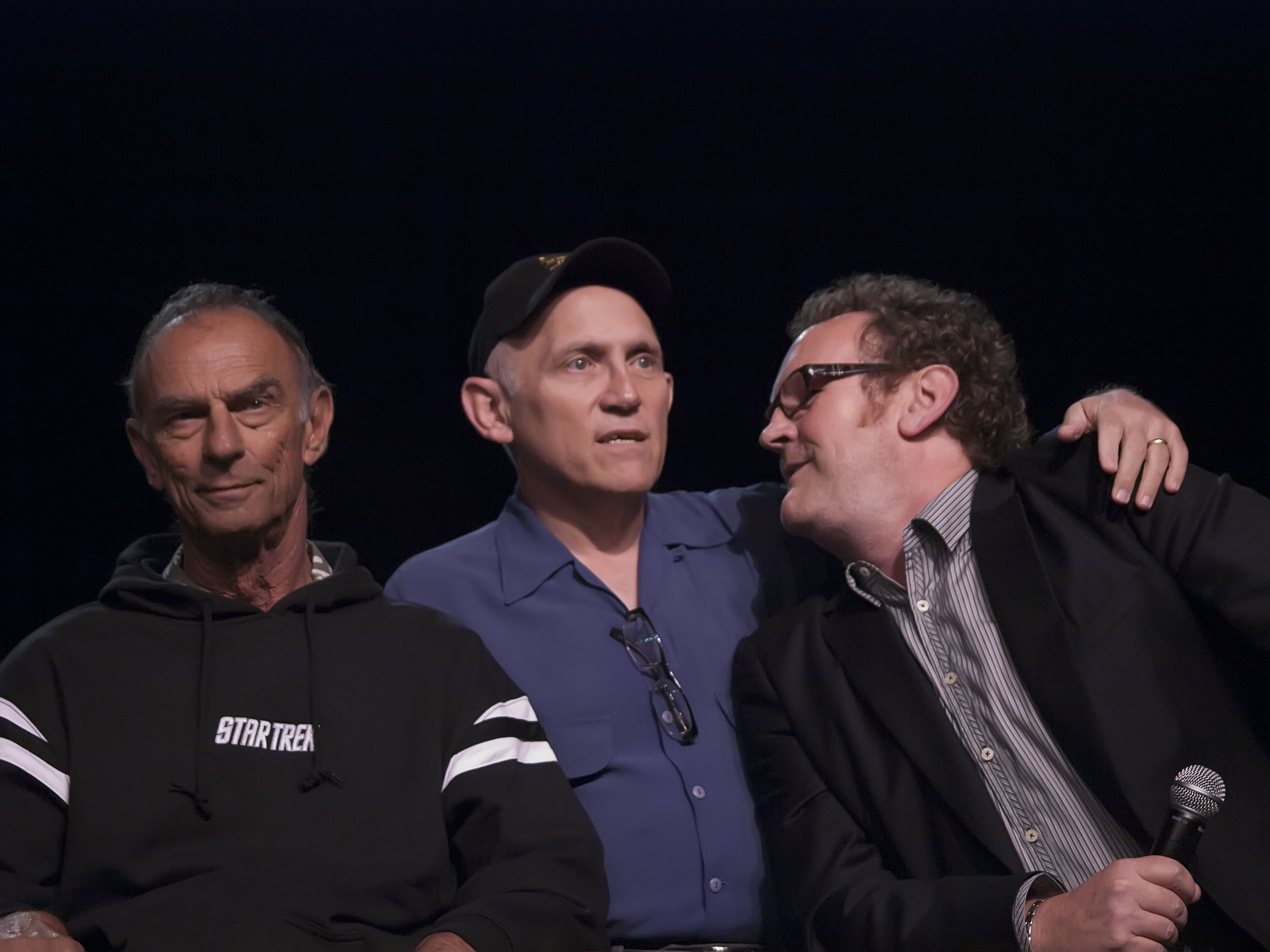
Marc Alaimo, Armin Shimerman, i Colm Meaney, que interpretaven els personatges de Gul Dukat, Quark i Miles O'Brien, respectivament

L'escenari de la sèrie, una estació espacial en lloc d'una nau estel·lar, va fomentar un ric assortiment de personatges recurrents. No era estrany que els personatges secundaris tinguessin un paper tant destacat en un episodi com el repartiment normal, si no més. Per exemple, "The Wire" es va centrar principalment en el personatge recurrent Elim Garak, mentre que a "It's Only a Paper Moon", els personatges centrals eren Nog i Vic Fontaine, amb els papers secundaris habituals.
Diversos personatges cardassians ocupen un lloc destacat a DS9, especialment Gul Dukat, un membre superior de l'exèrcit cardassià implicat en l'ocupació de Bajor, interpretat per Marc Alaimo. Personatge complex, Dukat pateix diverses transformacions abans de resoldre's com un personatge profundament malvat, i l'arxienemic de Sisko, al final de la sèrie. Un article de StarTrek.com sobre els dolents més grans de Star Trek va descriure Gul Dukat com "possiblement el dolent més complex i totalment [sic]desenvolupat de la història de Star Trek".
Elim Garak, interpretat per Andrew Robinson, és l'únic cardassià que roman a l'estació espacial quan la Federació i els bajorans prenen el relleu. Encara que sosté que només és un simple sastre, Garak és un antic agent de l'Ordre d'Obsidiana, la temuda policia secreta cardassiana; les seves habilitats i contactes a Cardàssia resulten inestimables en diverses ocasions, i esdevé una figura fonamental en la guerra amb el Domini.
Damar (Casey Biggs) es presenta a la quarta temporada com a ajudant de Gul Dukat, i augmenta d'estatura a mesura que Dukat recupera protagonisme. Es converteix en el líder de la Unió Cardassiana quan Dukat té una crisi emocional, però insatisfet amb la relació de Cardàssia amb el Domini, Damar forma i lidera una insurrecció contra el Domini, jugant un paper vital en la seva eventual derrota.

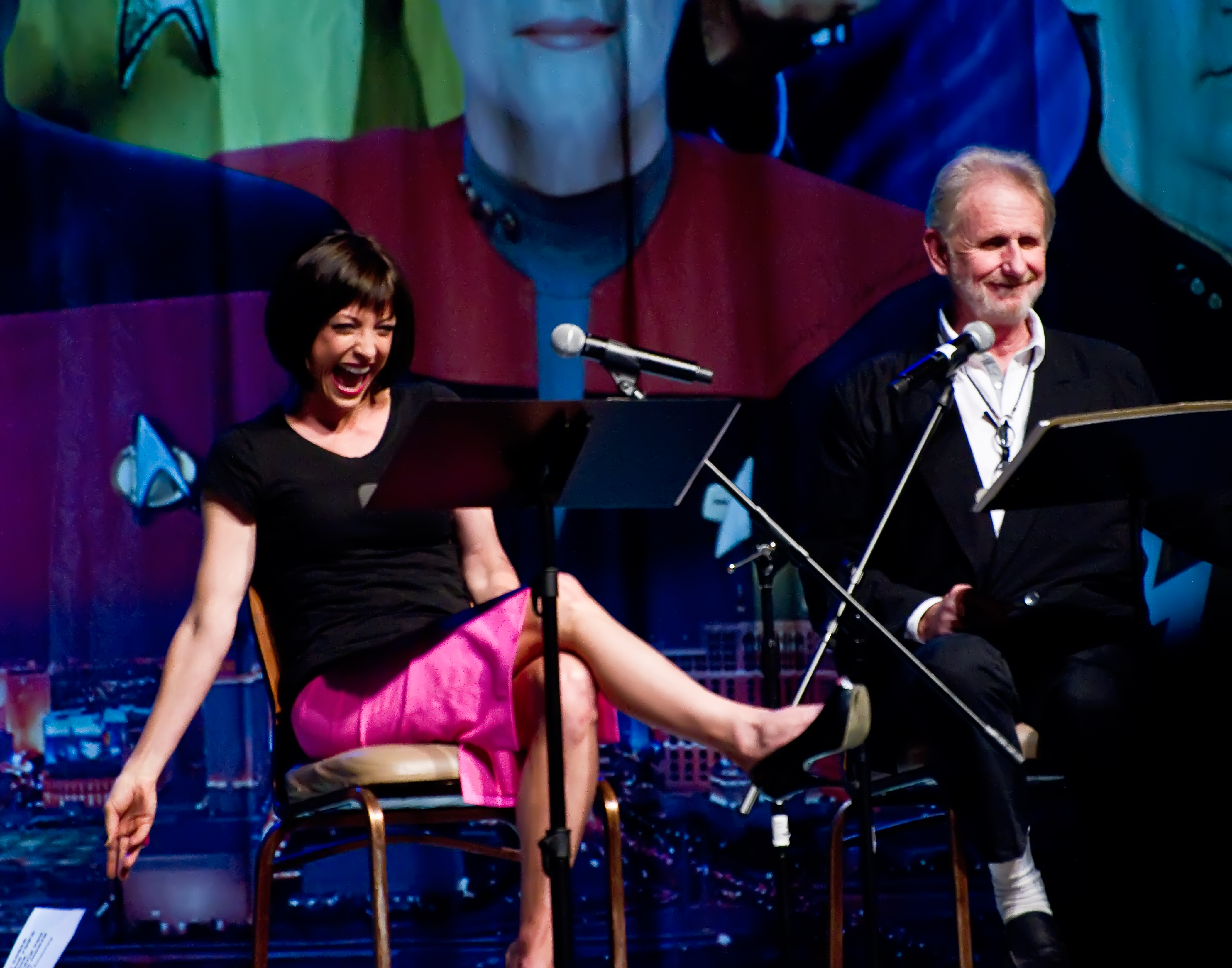
Nana Visitor i René Auberjonois, que van interpretar els personatges de Kira Nerys i Odo, respectivament

Jeffrey Combs ha declarat que havia fet una audició per al paper de William Riker a Star Trek:La nova generació, però quan Jonathan Frakes (que va guanyar el paper) més tard va dirigir l'episodi de DS9 "Meridian", va recomanar a Meridian Combs per a un paper. Combs va fer el seu debut a Star Trek i DS9 com a alienígena d'un episodi anomenat Tiron, abans d'interpetar dos personatges recurrents, el liquidador ferengi Brunt i el Vorta Weyoun. Va aparèixer en 31 episodis de DS9. A "The Dogs of War", es va convertir en un dels pocs actors de Star Trek a interpretar dos papers no relacionats (Brunt i Weyoun) en el mateix episodi. Més tard interpretaria el paper recurrent de Shran a Star Trek: Enterprise.
A més de Quark i el seu germà Rom (Max Grodénchik), altres ferengi van tenir papers recurrents, inclosa la seva sagaç mare Ishka (Andrea Martin, més tard Cecily Adams), que finalment va dissenyar una revolució social a Ferenginar; El fill de Rom, Nog (Aron Eisenberg), el primer ferengi a unir-se a la Flota Estel·lar; i Grand Nagus Zek (Wallace Shawn), el líder ferengi. El personatge bajorà Leeta (Chase Masterson), que treballa al bar de Quark i més tard es casa amb Rom, de vegades està involucrada en la història dels ferengi.
L'Imperi klíngon té un paper important a DS9. A part de Worf, els personatges klingons recurrents inclouen el canceller Gowron (Robert O'Reilly), líder de l'Imperi, que va ser presentat a La nova generació, i el general Martok (J. G. Hertzler), un líder de les forces klíngons a la Guerra del Domini, que Gowron com a canceller quan Worf mata Gowron al final de la sèrie. Kor, un personatge klíngon de Star Trek: La sèrie original, apareix en tres episodis de DS9; un d'ells, "Blood Oath", uneix Kor amb altres dos klingons de la sèrie original: Koloth i Kang. John Colicos, William Campbell i Michael Ansara van repetir els seus papers de la sèrie original.
Morn és un personatge secundari que forma part de l'establiment de Quark, assegut al bar al llarg de set anys. Es va convertir en una broma corrent que, tot i que els altres personatges comenten el parlant i divertit que és, mai no diu ni una paraula davant la càmera. Morn tenia una línia al guió de l'episodi pilot "Emissary", però es va tallar a causa de consideracions de temps d'execució, després de la qual cosa els creadors van concebre l'acudit com que no parla mai.

## Temporades
Star Trek: Deep Space Nine va durar 176 episodis en set temporades, de 1993 a 1999. La primera temporada va començar a la meitat de la temporada d'emissió típica que va de tardor a primavera i va tenir menys episodis que les sèries típiques de Star Trek.
| Temporada | Temporada | Episodis | Episodis | Dates d’emissió        | Dates d’emissió    |
| Temporada | Temporada | Episodis | Episodis | Primera emissió        | Última emissió     |
| --------- | --------- | -------- | -------- | ---------------------- | ------------------ |
|           | 1         | 20       | 20       | 3 de gener de 1993     | 19 de juny de 1993 |
|           | 2         | 26       | 26       | 25 de setembre de 1993 | 11 de juny de 1994 |
|           | 3         | 26       | 26       | 24 de setembre de 1994 | 17 de juny de 1995 |
|           | 4         | 26       | 26       | 30 de setembre de 1995 | 15 de juny de 1996 |
|           | 5         | 26       | 26       | 28 de setembre de 1996 | 16 de juny de 1997 |
|           | 6         | 26       | 26       | 27 de setembre de 1997 | 13 de juny de 1998 |
|           | 7         | 26       | 26       | 30 de setembre de 1998 | 2 de juny de 1999  |

## Elements de la trama

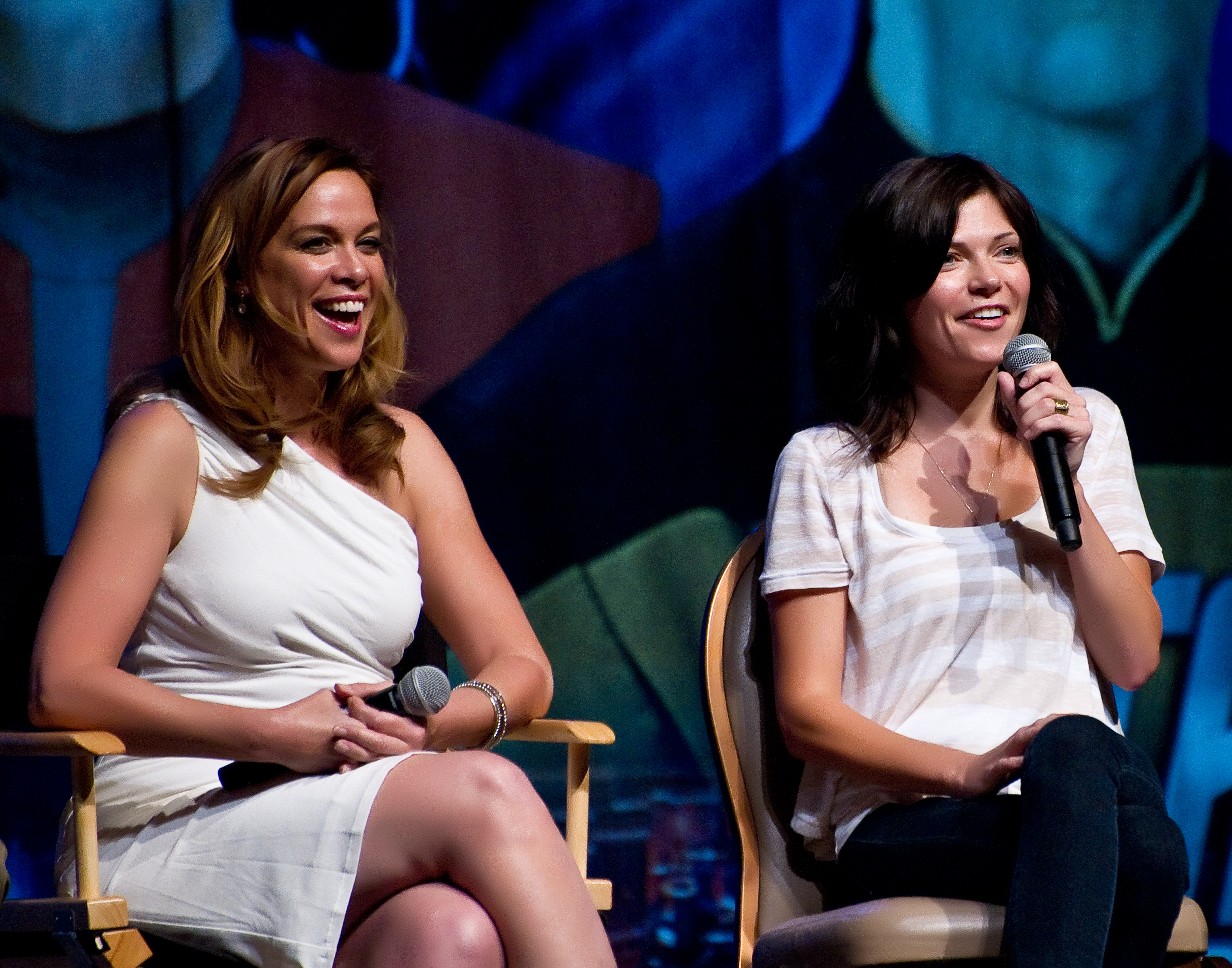
Chase Masterson (esquerra) va interpretar el personatge recurrent Leeta a la sèrie; Nicole de Boer (dreta) va interpretar a Ezri Dax, un personatge principal presentat a la setena temporada.

Les principals trames se centren en diverses cultures clau de Star Trek, especialment les interaccions entre els bajorans, cardassians, ferengis, klíngons i la Federació. Cadascuna d'aquestes cultures està representada per personatges principals del repartiment principal o recurrent.
Els arcs principals giren al voltant de la recuperació de Bajor de l'ocupació cardassiana; els maquis, un grup rebel escindit de la Federació; i el Domini, un poder imperial hostil de l'altre costat de la galàxia. La guerra entre el Domini i la Federació abasta les dues últimes temporades de la sèrie, després que les tensions entre ambdós augmenten gradualment des del començament de la tercera temporada. Al llarg de la sèrie, les lleialtats i les aliances canvien repetidament: els pactes amb els cardassians es fan, es trenquen i es refan; esclata una breu guerra amb els klíngons i es resol; Bajor creix en estabilitat política; i els poders anteriorment neutrals es veuen abocats al conflicte.

### Bajor
En el primer episodi, el comandant de la Flota Estel·lar Benjamin Sisko arriba a Espau Profund 9, una estació espacial antigament operada pels cardassians durant la seva ocupació opressiva del planeta Bajor. Se li assigna a dirigir l'estació conjuntament amb els bajorans recentment alliberats mentre es recuperen de l'ocupació cardassiana, per ajudar a preparar el camí per a l'entrada de Bajor a la Federació. Sisko i Jadzia Dax ensopeguen amb un forat de cuc que condueix al llunyà quadrant  gamma, i descobreixen que està habitat per éssers que no estan lligats per l'espai i el temps normals. Per a la gent fortament religiosa de Bajor, els extraterrestres del forat de cuc són els seus déus (els profetes bajorans), i el forat de cuc en si és el temple celeste profetitzat des de fa temps. Sisko és aclamat com l'emissari dels profetes, a través del qual hi actuen.
La política i la religió de Bajor, i l'estatus de Sisko dins d'ella, proporcionen la base per a arcs narratius de llarga durada. Les primeres temporades mostren que Bajor fa comptes amb les conseqüències de l'ocupació i s'estableix com a democràcia. Mentrestant, Sisko considera inicialment el seu paper com una icona religiosa amb incomoditat i escepticisme, esforçant-se per mantenir el seu paper de comandant d'estació diferent de qualsevol obligació religiosa que els bajorans intenten imposar-li. Poc a poc, accepta més el seu paper i, al final de la sèrie, ho accepta obertament. Sovint és cridat a triar entre el seu paper d'emissari i els seus deures a la Flota Estel·lar, com quan persuadeix als bajorans de retirar la seva sol·licitud d'adhesió a la Federació després de rebre una visió dels Profetes. Les implicacions polítiques i religioses de l'estatus de Sisko per a Bajor i els seus líders espirituals (el més notable, Winn Adami) proporcionen un arc central que dura fins al final de la sèrie.

### El Maquis
La tripulació de l'estació s'enfronta des del principi amb un grup de resistència conegut com a maquis. Arrelat en els esdeveniments de l'episodi "El final del viatge", en què els colons dels nadius americans es neguen a marxar quan el seu planeta és donat a Cardàssia com a part d'un tractat, els maquis són un exemple de l'exploració dels temes de l'espectacle; els seus membres són ciutadans de la Federació que prenen les armes contra Cardàssia en defensa de les seves llars, i alguns, com Calvin Hudson, un amic de Sisko des de fa temps, i Michael Eddington, que deserta mentre serveix a bord de l'estació, són oficials de la Flota Estel·lar. La crítica de l'espectacle als temes tradicionals de Star Trek es pot veure en episodis com ara "For the Cause", en què Eddington compara la Federació amb la implacable ment alienígena del rusc coneguda com a Borg: "Almenys [els Borg] t'expliquen els seus plans d'assimilació. Assimileu a la gent i ells ni tan sols ho saben".

### La guerra del Domini
L'episodi de la segona temporada "Rules of Acquisition" marca la primera menció del Domini, un imperi despietat al Quadrant Gamma, tot i que no es presenten completament fins al final de la segona temporada, "The Jem'Hadar". Està liderat per "els fundadors", una raça de canviants que canvien de forma, la mateixa espècie que el cap de seguretat de DS9, Odo. Una vegada van ser perseguits per persones que no canvien de forma (a qui anomenen "sòlids") i busquen imposar "ordre" a qualsevol que els pugui fer mal, que inclou gairebé tots els sòlids. Els Fundadors han creat o modificat genèticament races per servir-los: els seus diplomàtics i administradors astuts, el Vorta, i les seves tropes de xoc sense por, els Jem'Hadar. Aquestes races veneren els fundadors com a déus.
Al començament de la tercer temporada de DS9 ("The Search"), amb l'amenaça d'un atac del Domini que s'albira des de l'altre costat del forat de cuc, l'USS Defiant, un prototip de nau de guerra, està estacionada a Deep Space Nine, lluny de la línia de l'estació. Amb la tercera temporada, els guionistes de la ja acabada La nova generació van començar a escriure regularment per a DS9.
A les temporades mitjanes de l'espectacle, el Domini fomenta la discòrdia per debilitar els poders del Quadrant Alfa, manipulant els klíngons per a la guerra amb els cardassians i gairebé incitant a un "cop d'estat" a la Terra. A l'episodi de la cinquena temporada "By Inferno's Light", el Domini s'annexiona Cardassia, i va a la guerra amb les altres grans potències del Quadrant Alfa al final de la temporada "Call to Arms". La Guerra del Domini posa a prova el compromís de la Flota Estel·lar amb la seva ètica; quan els abans neutrals romulans són persuadits d'aliar-se amb la Federació ("In the Pale Moonlight"), només es produeix mitjançant actes criminals i duplicitats per part de Sisko. Això proporciona un exemple de l'ambigüitat moral predominant a DS9 en comparació amb l'altra sèrie Star Trek.

### Secció 31
Un altre exemple de la naturalesa més fosca de DS9 és la introducció de la Secció 31, una organització secreta dedicada a preservar l'estil de vida de la Federació a qualsevol preu. Aquest grup fosc, presentat a "Inquisition", justifica les seves tàctiques il·legals i unilaterals afirmant que és essencial per a la continuïtat de l'existència de la Federació. La secció 31 ocupa un lloc destacat en diversos episodis de l'arc de la Guerra del Domini, especialment quan es revela que va intentar un genocidi dels fundadors.

### Els ferengi
A DS9, els ferengi ja no són un enemic de la Federació, sinó un poder econòmic la neutralitat política del qual es respecta majoritàriament. Diversos episodis exploren la seva naturalesa capitalista, mentre que d'altres aprofundeixen en les normes socials sexistes de la raça. A diferència de la seva representació a Star Trek: La nova generació, on generalment eren retratats com a bufons masclistes, a DS9, van rebre una representació més complexa. Alguns personatges Ferengi busquen camins de vida fora de la recerca del benefici, com Nog, que es converteix en el primer ferengi a unir-se a la Flota Estel·lar; altres intenten reformar la societat ferengi des de dins, com Ishka, que lidera una revolució pels drets de les dones al món natal dels ferengi, i Rom, que lidera una vaga contra les condicions laborals injustes al bar de Quark.

### L'univers mirall
Diversos episodis de DS9 exploren l'univers mirall, presentat per primera vegada a l'episodi de Star Trek "Mirall, mirall". A l'episodi de la segona temporada "Crossover", Kira i el Dr. Bashir són enviats accidentalment a l'Univers Mirall i descobreixen que està dominat per una despietada aliança Klíngon-Cardassiana i els terrans (humans) són esclaus. Al llarg de quatre episodis d'Univers Mirall de DS9, els treballadors terrestres formen un moviment de resistència i finalment s'alliberen  ("Through the Looking Glass", "Shattered Mirror", "Resurrection", i "The Emperor's New Cloak").

## Producció

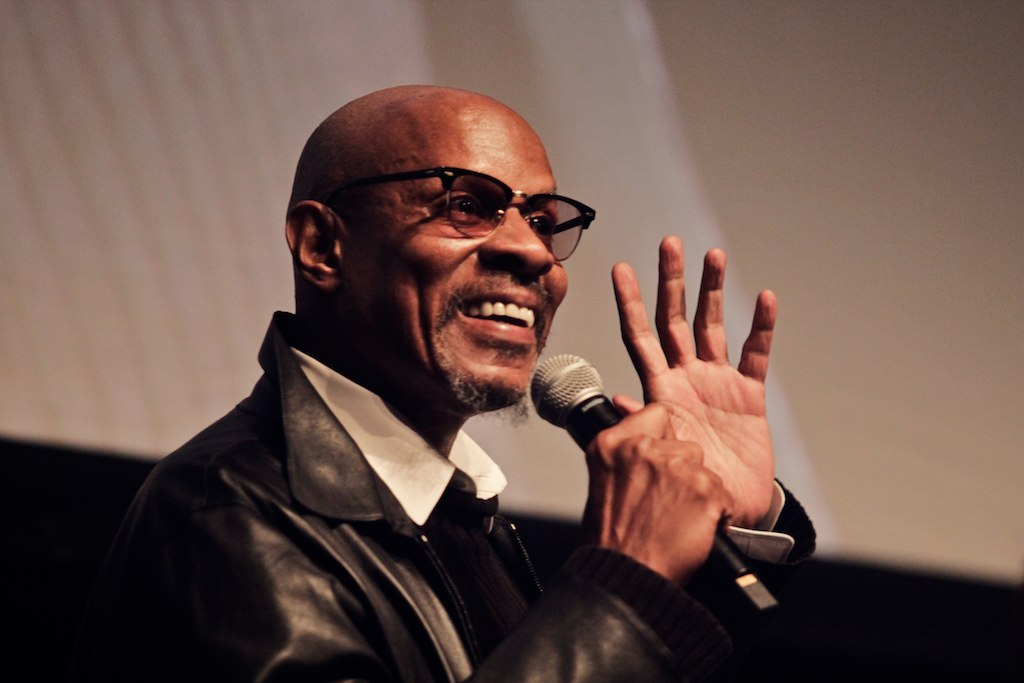
Avery Brooks va dirigir diversos episodis a més del seu paper principal de Sisko.

La sèrie va ser creada per Rick Berman i Michael Piller a petició de Brandon Tartikoff i va ser produïda per Paramount Television. La sèrie original Star Trek s'havia presentat com l'equivalent de ciència-ficció a westerns de televisió com ara Wagon Train, i DS9 era anàloga en canvi a programes com The Rifleman, amb una ciutat o un lloc comercial just a la vora de la frontera. Com a cap general de la producció de Star Trek, Berman va ser productor executiu de tota la sèrie. Piller va exercir inicialment com a segon productor executiu i productor creadpr, però va deixar la sèrie el 1995 per dirigir Star Trek: Voyager. L'escriptora Ira Steven Behr va ser promoguda per Berman per substituir a Piller com a productor creador i va ocupar aquest paper durant la resta de la sèrie. A més de Berman, Piller i Behr, entre els escriptors clau hi havia Robert Hewitt Wolfe, Ronald D. Moore, Peter Allan Fields, Bradley Thompson, David Weddle, Hans Beimler i René Echevarria.
Diversos actors també van dirigir episodis, inclòs Avery Brooks, que va dirigir i protagonitzar l'episodi aclamat per la crítica "Far Beyond the Stars".
DS9 va ser la primera sèrie de televisió de la franquícia Star Trek que va utilitzar imatge generada per ordinador (CGI) per a fotografies de l'espai exterior. Tot i que algunes altres sèries de televisió, com ara Babylon 5, utilitzaven CGI exclusivament per evitar l'elevada despesa de la fotografia de models, la franquícia Star Trek va continuar utilitzant principalment models físics per a les preses de l'espai exterior perquè els productors van decidir que els models proporcionaven més realisme. DS9 va continuar utilitzant models on calia, com ara l'estrena de la quarta temporada i l'episodi de l'univers alternatiu "Shattered Mirror". Durant les seqüències de batalla entre la Federació i les flotes Klingon, el departament d'efectes va utilitzar joguines Playmates, kits de maquetes Ertl i Hallmark dels Aus de Presa en un segon pla per mantenir els costos de producció.
L'USS Defiant va ser la primera nau estel·lar en tota regla de la franquícia Star Trek a tenir un model CGI utilitzat en la producció regular. Va ser construït i animat per primera vegada per VisionArt, que va ser responsable del morphing d'Odo. El CGI Defiant va ser molt present a l'episodi de la quarta temporada "Starship Down", on va lluitar contra una nau CGI Jem'Hadar en l'atmosfera d'un gegant de gas CGI.
La sèrie va començar a utilitzar Foundation Imaging i Digital Muse el 1997 (temporades 6 i 7) per als seus efectes com a part de la història en curs de l'ocupació de l'estació del Domini. L'estació en si va romandre un model físic durant els set anys de la sèrie, excepte l'escena final de la sèrie. L'octubre de 2006, el model físic de l'estació es va vendre per 132.000 dòlars en una subhasta a la casa Christie's a la ciutat de Nova York.
La seqüència d'obertura també es va modificar a la quarta temporada, sobretot per la introducció d'insercions CGI de treballs de construcció realitzats a l'exterior de l'estació per equips de manteniment adequats, i més activitat d'acoblament i llançament per part de les naus, juntament amb subtils filets de colors de la nebulosa afegit al camp estel·lar de fons. En conseqüència, la trompeta solista (precedida d'una trompa en solitari) va ocupar un lloc destacat en el tema principal de Dennis McCarthy per accentuar l'aïllament del lloc avançat es va augmentar amb un cor de llautó a mesura que l'estació va aconseguir una atmosfera més bulliciosa després de la presència del forat de cuc.
Els efectes digitals es van representar en definició estàndard i tot i que la sèrie es podia llançar en un format d'alta definició, l'estudi va preferir recrear els efectes visuals, en comptes d'augmentar-los a escala.

## Episodis
En total, s'han produït 176 episodis de Star Trek: Deep Space Nine, amb una durada mitjana de 43 minuts cadascun. Geek.com va calcular 126 hores de temps total de visualització de la sèrie.
El programa va debutar el gener de 1993 amb el doble episodi "Emissary", a mig camí de la sisena temporada de La nova generació. Aquesta és la primera vegada que es van emetre dues sèries de la franquíca Star Trek simultàniament, que van continuar fins que DS9 va acabar el 1999, excepte a finals de 1994, quan La nova generació va acabar i DS9 va estar sola a l'aire. L'any següent, però, Star Trek: Voyager es va emetre a la llavors nova United Paramount Network (UPN), així que una vegada més es van emetre dos programes de la franquícia.
Els episodis més aclamats de DS9 foren: "In the Pale Moonlight", en què Sisko lluita amb comprometre la seva ètica per guanyar la Guerra del Domini; "The Visitor", en què un Jake Sisko d'edat avançada intenta desesperadament desfer la pèrdua del seu pare; i "Far Beyond the Stars", en què Sisko té una visió de si mateix com un escriptor que s'enfronta al racisme a la Nova York del segle xx.
| Temporada 1 | Temporada 2 | Temporada 3 | Temporada 4 |
| --- | --- | --- | --- |
| 1. "Emissary" (episodi en dos parts) 1. "Past Prologue" 2. "A Man Alone" 3. "Babel" 4. "Captive Pursuit" 5. "Q-Less" 6. "Dax" 7. "The Passenger" 8. "Move Along Home" 9. "The Nagus" 10. "Vortex" 11. "Battle Lines" 12. "The Storyteller" 13. "Progress" 14. "If Wishes Were Horses" 15. "The Forsaken" 16. "Dramatis Personae" 17. "Duet" 18. "In the Hands of the Prophets" | 1. "The Homecoming" 2. "The Circle" 3. "The Siege" 4. "Invasive Procedures" 5. "Cardassians" 6. "Melora" 7. "Rules of Acquisition" 8. "Necessary Evil" 9. "Second Sight" 10. "Sanctuary" 11. "Rivals" 12. "The Alternate" 13. "Armageddon Game" 14. "Whispers" 15. "Paradise" 16. "Shadowplay" 17. "Playing God" 18. "Profit and Loss" 19. "Blood Oath" 20. "The Maquis, Part I" 21. "The Maquis, Part II" 22. "The Wire" 23. "Crossover" 24. "The Collaborator" 25. "Tribunal" 26. "The Jem'Hadar" | 1. "The Search, Part I" 2. "The Search, Part II" 3. "The House of Quark" 4. "Equilibrium" 5. "Second Skin" 6. "The Abandoned" 7. "Civil Defense" 8. "Meridian" 9. "Defiant" 10. "Fascination" 11. "Past Tense, Part I" 12. "Past Tense, Part II" 13. "Life Support" 14. "Heart of Stone" 15. "Destiny" 16. "Prophet Motive" 17. "Visionary" 18. "Distant Voices" 19. "Through the Looking Glass" 20. "Improbable Cause " 21. "The Die is Cast" 22. "Explorers" 23. "Family Business" 24. "Shakaar" 25. "Facets" 26. "The Adversary" | 1. "The Way of the Warrior" (episodi en dos parts) 1. "The Visitor" 2. "Hippocratic Oath" 3. "Indiscretion" 4. "Rejoined" 5. "Starship Down" 6. "Little Green Men" 7. "The Sword of Kahless" 8. "Our Man Bashir" 9. "Homefront" 10. "Paradise Lost" 11. "Crossfire" 12. "Return to Grace" 13. "Sons of Mogh" 14. "Bar Association" 15. "Accession" 16. "Rules of Engagement" 17. "Hard Time" 18. "Shattered Mirror" 19. "The Muse" 20. "For the Cause" 21. "To the Death" 22. "The Quickening" 23. "Body Parts" 24. "Broken Link" |

| Temporada 5 | Temporada 6 | Temporada 7 |
| --- | --- | --- |
| 1. "Apocalypse Rising" 2. "The Ship" 3. "Looking for par'Mach in All the Wrong Places" 4. "...Nor the Battle to the Strong" 5. "The Assignment" 6. "Trials and Tribble-ations" 7. "Let He Who Is Without Sin..." 8. "Things Past" 9. "The Ascent" 10. "Rapture" 11. "The Darkness and the Light" 12. "The Begotten" 13. "For the Uniform" 14. "In Purgatory's Shadow" 15. "By Inferno's Light" 16. "Doctor Bashir, I Presume?" 17. "A Simple Investigation" 18. "Business as Usual" 19. "Ties of Blood and Water" 20. "Ferengi Love Songs" 21. "Soldiers of the Empire" 22. "Children of Time" 23. "Blaze of Glory" 24. "Empok Nor" 25. "In the Cards" 26. "Call to Arms" | 1. "A Time to Stand" 2. "Rocks and Shoals" 3. "Sons and Daughters" 4. "Behind the Lines" 5. "Favor the Bold" 6. "Sacrifice of Angels" 7. "You Are Cordially Invited" 8. "Resurrection" 9. "Statistical Probabilities" 10. "The Magnificent Ferengi" 11. "Waltz" 12. "Who Mourns for Morn?" 13. "Far Beyond the Stars" 14. "One Little Ship" 15. "Honor Among Thieves" 16. "Change of Heart" 17. "Wrongs Darker Than Death or Night" 18. "Inquisition" 19. "In the Pale Moonlight" 20. "His Way" 21. "The Reckoning" 22. "Valiant" 23. "Profit and Lace" 24. "Time's Orphan" 25. "The Sound of Her Voice" 26. "Tears of the Prophets" | 1. "Image in the Sand" 2. "Shadows and Symbols" 3. "Afterimage" 4. "Take Me Out to the Holosuite" 5. "Chrysalis" 6. "Treachery, Faith and the Great River" 7. "Once More unto the Breach" 8. "The Siege of AR-558" 9. "Covenant" 10. "It's Only a Paper Moon" 11. "Prodigal Daughter" 12. "The Emperor's New Cloak" 13. "Field of Fire" 14. "Chimera" 15. "Badda-Bing Badda-Bang" 16. "Inter Arma Enim Silent Leges" 17. "Penumbra" 18. "'Til Death Do Us Part" 19. "Strange Bedfellows" 20. "The Changing Face of Evil" 21. "When It Rains..." 22. "Tacking Into the Wind" 23. "Extreme Measures" 24. "The Dogs of War" 25. "What You Leave Behind" (final en dues parts) |

## Recepció
Tot i que les valoracions de DS9 es van mantenir sòlides, mai va tenir tant d'èxit com la redifosa Star Trek: La nova generació. Un dels factors va ser la promoció mínima per a DS9, ja que Paramount va centrar els seus esforços en la seva sèrie insígnia de la xarxa Star Trek: Voyager.

### Recepció crítica
DS9 va tenir una bona acollida per la crítica, i TV Guide que la va descriure com "la  millor interpretada, escrita, produïda i, en conjunt, millor" de les sèries Star Trek. Tot i que va debutar a l'ombra de La nova generació, DS9 va aconseguir un nivell considerable d'èxit per si mateixa. Segons un comunicat de premsa a través de Newswire el 7 d'abril de 1999, va ser la sèrie redifosa número 1 als Estats Units per a adults de 18 a 49 i de 25 a 54 anys. Els personatges de DS9 van aparèixer deu vegades a la portada de TV Guide durant la seva execució, incloses diverses edicions de "número especial" en què es va imprimir un conjunt de quatre versions amb portades diferents.
La sèrie rebre una sèrie de nominacions i premis. DS9 va obtenir 31 nominacions als Premis Emmy durant la seva carrera, incloent-hi maquillatge, cinematografia, direcció d'art, efectes especials, perruqueria, música (direcció i composició) i vestuari. D'aquests, va guanyar dos pel maquillatge (per "Captive Pursuit" i "Distant Voices"), un pels efectes visuals especials (per "Emissary"), i un per al seu tema musical del títol principal (del compositor Dennis McCarthy). DS9 també va ser nominada a dos Premis Hugo en la categoria de millor representació dramàtica per "The Visitor" i "Trials and Tribble-ations".
Deep Space Nine va rebre elogis d'espectadors afroamericans, llatins i altres minories pel seu tractament amb els personatges minoritaris, especialment els membres de la família Sisko. A més, l'actor Alexander Siddig (que va interpretar al Dr. Bashir) va expressar el seu entusiasme pel fet que ell, amb el seu accent anglès, el seu nom de pantalla inusual en el moment del càsting (Siddig El Fadil) i l'herència nord-africana, era un personatge principal d'una sèrie de televisió destacada, tot i no ser tan fàcilment identificable per al públic com molts altres actors i personatges de televisió en aquell moment.
Andrew J. Robinson va comentar que DS9 no és tan popular com les seves predecessores: "No és la més popular perquè és la més ambigua moralment... Sempre que tens personatges que són grisos en lloc de blancs i negres... Tot i que són més interessants, són més difícils d'assumir per a la gent. Em va encantar DS9 perquè eren grisos ja que els personatges no eren fàcilment definibles, però això no és per a tothom".
L'autor Terry J. Erdmann va comentar: "DS9 mai va ser tan popular com les seves dues predecessores, tot i que sens dubte va ser una sèrie més aclamada per la crítica". El 2018, IndieWire va classificar Star Trek: Deep Space Nine com el tercer millor espectacle de ciència-ficció ambientat a l'espai exterior, mentre que Star Trek (1966–1969) va situar-se en vuitè lloc i Star Trek: Les noves generacions (1987–1994) entre altres espectacles de gènere, d'un total de 18.
El 2016, The Washington Post va anomenar l'arc narratiu de la guerra del Domini possiblement la "narrativa més rica" de l'univers Star Trek, tot i que l'únic episodi destacat de l'arc és "In the Pale Moonlight", que va classificar el quart millor episodi de tots els fr Star Trek per destacar la confusió moral i els compromisos que es poden produir durant la guerra. El 2016, el Los Angeles Times va classificar DS9 en tercer lloc de totes les pel·lícules i sèries de televisió de Star Trek. El 2017, Vulture el va classificar com el millor programa de televisió d'imatge real Star Trek. El 2019, Popular Mechanics el va classificar com el 16è millor programa de televisió de ciència-ficció de la història. El 2021, Variety el va classificar com el novè entre totes les pel·lícules i sèries de televisió de Star Trek. El 2021, Empire el va classificar com el 46è millor programa de televisió de la història, dient que els seus personatges i els arcs narratius de tota la temporada el fan molt bó per una marató de sèries.

### Antics membres del repartiment i personal
En una entrevista del 2007 a If Magazine, George Takei, que havia interpretat el personatge Hikaru Sulu a La sèrie original, va criticar DS9 per ser el contrari de la filosofia i la visió del futur de Gene Roddenberry. L'escriptora D. C. Fontana pensava que, com a veterà de la Segona Guerra Mundial, Roddenberry hauria apreciat l'espectacle i els seus temes foscos. Bjo Trimble, una de les forces principals darrere de la campanya d'escriptura de cartes que va ajudar a renovar la tercera temporada de La sèrie original, va comentar que pensava que Roddenberry li hauria "agradat DS9 si hagués viscut per veure-la", i que "l'única raó per la qual no hi havia batalles completes a principis de Star Trek és la manca de fons per aconseguir-ho i la manca de tecnologia per mostrar-les. En cas contrari, GR segurament l'hauria afegit; sabia què li agradava al públic".
A The Making of Star Trek DS9 es cita a Roddenberry que dubtava que un programa que no fos d'exploració pogués funcionar, i que estava disgustat amb els primers conceptes que se li van presentar l'any 1991. Tanmateix, Rick Berman va declarar a Star Trek: Deep Space Nine Companion que Roddenberry li havia donat la seva benedicció a prop de la seva mort.
A la convenció Shore Leave 14 el juliol de 1992, Majel Barrett va comentar la participació de Roddenberry: "Ell ho sabia, però no estava a punt d'implicar-se. Havia fet el que volia fer i això va ser tot. Només els va desitjar bondat i endavant. I sempre que hi hagi el nom Star Trek hi haurà part de l'acció, sí."
Ronald D. Moore, un dels escriptors principals de la sèrie (que anteriorment va escriure per a Star Trek: La nova generació i va crear la reimaginada Battlestar Galactica), va elogiar el programa com l' "èxit final de la franquícia [Star Trek] el 2002:
| « | Crec que Deep Space [Nine] va ser l'espectacle que realment va portar Star Trek tan lluny com es podia portar. Tens La sèrie original que és una mena de fita, ho canvia tot sobre la manera com es presenta la ciència-ficció a la televisió, almenys la ciència-ficció espacial. Aleshores teniu Nova generació, que per tots els seus èxits legítims, encara és un riff de l'original. Encara és com, d'acord, és una altra nau estrella i és un altre capità; és diferent, però segueix sent un riff de l'original. Aquí ve Deep Space [Nine] i només funciona la taula d'una manera diferent. Només diu bé, creus que saps què és Star Trek, posem-lo en una estació espacial i fem-ho més fosc. Fem-ne una història continuada i desafiem contínuament les vostres suposicions sobre el que significa aquesta icona americana. I crec que va ser l'èxit final per a la franquícia. Personalment, crec que és la millor de totes; Crec que és un treball increïble. | » |

### Recepció acadèmica
J. Emmett Winn, en la seva discussió sobre la representació dels ferengi, va criticar l'espectacle per "perpetuar els estereotips racials i promoure l'assimilació cultural dominant com una recerca noble i desitjable i com la manera correcta d'existir de "l'altre" racialitzat".
Des del final de la sèrie, molts altres estudiosos han abordat una varietat d'aspectes de l'espectacle, inclosa l'anàlisi de Victor Grech dels cardassians com a representants dels nazis; El capítol de Douglas Cowan sobre la religió a la ciència-ficció "Heeding the Prophet's Call: Star Trek: Deep Space Nine"; i The Dreamer and The Dream: Afrofuturism and Black Religious Thought de Roger A, Sneed i l'article de Lisa Doris Alexander "Far Beyond the Stars: The Framing of Blackness in Star Trek: Deep Space Nine", tots dos aborden la forma en què Deep Space Nine va obrir nous camins a l'hora de representar la raça a la ciència-ficció.

## Controvèrsia ambBabylon 5
Babylon 5, una altra sèrie de ciència-ficció amb una premissa similar, ambientada en una estació espacial, es va emetre al voltant del mateix període que Deep Space Nine. El creador de Babylon 5 J. Michael Straczynski va indicar que Paramount Television era conscient del seu concepte ja el 1989, quan va intentar vendre l'espectacle a l'estudi i els va proporcionar la bíblia de la sèrie, el guió del pilot, obres d'art, llarga història de fons i història de personatges de 22 "o aproximadament episodis planificats extrets del curs general de la sèrie planificada".
Paramount va declinar produir Babylon 5, però més tard va anunciar que Deep Space Nine estava en desenvolupament, dos mesos després que Warner Bros. anunciés els seus plans per a Babylon 5. Straczynski va afirmar que, tot i que confiava que els productors i creadors de Deep Space Nine, Rick Berman i Michael Piller, no havien vist aquest material, sospitava que els executius de Paramount van utilitzar la seva bíblia i els seus guions per dirigir el desenvolupament de "Deep Space Nine". Ell i Warner Bros no van presentar una demanda contra Paramount, en gran part perquè Straczynski no la veia com una opció productiva, amb repercussions negatives per a ambdues sèries de televisió. El 1993, va respondre a un fan de Deep Space Nine que va veure la manca d'accions legals com una prova que l'al·legació de Straczynski no era fundada amb: "Si hi ha alguna (per utilitzar el vostre terme) picades d'ullet i empenta, és a nivell de "D'acord, TU (Paramount) saps què va passar, i *jo* sé què va passar, però intentem ser adults per ara', tot i que he de dir que la cosa que canviava de forma gairebé em va posar al límit. Si no hi ha més similituds importants que apareguin en les properes setmanes o mesos, amb sort podrem continuar així."

## Música
El 30 de juny de 1993, entre les temporades 1 i 2, DS9 va seguir l'exemple d'altres sèries Star Trek en publicar la partitura original del seu episodi pilot en CD. El tema del títol també es va posar a disposició com a single de CD. La música de diversos altres episodis s'inclou als llançaments de The Best of Star Trek.
Creat amb l'esperança que Frank Sinatra Jr. assumís el paper, el personatge Vic Fontaine (en el seu lloc va ser interpretat per James Darren) es va presentar a l'episodi de la sisena temporada "His Way". El personatge era un cantant hologràfic de Las Vegas i propietari d'una discoteca des de principis dels anys 60. Vic era popular entre l'equip de l'emissora i va interpretar moltes cançons d'època de, entre d'altres, Frank Sinatra i Nat King Cole. El paper de Darren li va permetre llançar This One's from the Heart el 24 d'agost de 1999, amb cançons que Vic va cantar a la sèrie i altres peces d'època.
El 12 de febrer de 2013, La La Land Records va llançar una col·lecció de bandes sonores d'edició limitada de quatre discos titulada Star Trek: Deep Space Nine Collection. Els discos contenen diverses pistes d'episodis compostes per Dennis McCarthy, Jay Chattaway, David Bell, Paul Baillargeon, John Debney, Richard Bellis i Gregory Smith. Només es van imprimir 3.000 còpies de la col·lecció.

## Mitjans domèstics
Els episodis de DS9 estaven disponibles en vídeocasset VHS. La sèrie es va estrenar en VHS al Regne Unit a partir del 2 d'agost de 1993. Cada vídeocasset contenia dos episodis i una il·lustració única i informació sobre personatges/arguments. El primer llançament de VHS als Estats Units va arribar el 19 de novembre de 1996.
A partir de 1996, DS9 va començar a llançar-se en LaserDisc. La qualitat d'imatge i so en aquest format era significativament millor que la dels cassets VHS; tanmateix, el format Laserdisc es va suspendre l'any 1997. Només es van publicar 30 discos, o els primers 60 episodis, que inclouen la primera, la segona i part de la tercera temporada abans que Pioneer aturés la producció de discos Star Trek l'octubre de 1999. Els LaserDiscs DS9 també es van produir per als mercats japonès i europeu. Al Japó, les cinc primeres temporades es van llançar en una sèrie de 10 caixes (duess per temporada) abans de ser cancel·lades al mateix temps que els llançaments dels EUA. A Europa, es van publicar uns quants episodis de DS9 en disc làser PAL: "Emissary", també inclòs a la caixa Star Trek: The Pilots; "The Way of the Warrior", parts 1 i 2; i "Trials and Tribble-ations" de DS9, "El problema amb els tribbles" de Star Trek: La sèrie original i "More Tribbles, More Troubles" de Star Trek: La sèrie animada.
Després del llançament en DVD de Star Trek: La nova generació l'any 2002, DS9 es va llançar en DVD a partir del febrer de 2003. DS9 es va llançar en caixes d'una temporada cadascuna, que es van publicar amb un mes de diferència. Cada temporada conté diverses "característiques especials", inclosa una mirada biogràfica a un personatge principal, informació del dissenyador de maquillatge Michael Westmore sobre com es van crear diversos extraterrestres, i entrevistes amb els membres del repartiment i de la tripulació.
Els conjunts també inclouen ous de pasqua "Section 31" que donen una breu mirada a altres aspectes de la sèrie. Els DVD de la Regió 2 i 4 també van incloure discs CD-ROM addicionals que permeten als usuaris crear un DS9 "virtual" als seus ordinadors amb cada llançament.
El 2017, la sèrie completa es va publicar en una caixa de DVD, amb 176 episodis en 48 discos; el conjunt també incloïa una varietat d'extres que eren els mateixos que els de la caixa del 2003. Un exemple de contingut addicional és un reportatge ''Deep Space Nine: A Bold New Beginning".

## What We Left Behind: Looking Back at Star Trek: Deep Space Nine
El 2017, Ira Steven Behr va anunciar que havia tornat a reunir bona part de l'antic repartiment i equip de Star Trek: Deep Space Nine per a una pel·lícula documental titulada What We Left Behind (eventualment llançada com What We Left Behind: Looking Back at Star Trek: Deep Space Nine). Va tenir una resposta molt positiva i va superar els seus objectius de recaptació de fons, i aquest èxit va provocar conversions innovadores del metratge de Deep Space Nine a una definició més alta, tot i que va provocar alguns retards. Una versió de projecció es va estrenar a finals de 2018 a Hollywood, a la ciutat de Nova York, i a la convenció Destination Star Trek al Regne Unit.
Al febrer de 2017, el documental estava parcialment acabat, amb una pàgina de recaptació de fons d'Indiegogo creada per col·laborar amb la resta de diners necessaris per completar-lo. A més d'entrevistes amb el repartiment i la tripulació, el documental va explorar el llegat de Deep Space Nine; Behr també va tornar a convocar la sala dels escriptors antics de la sèrie per desenvolupar un guió per al primer episodi d'una vuitena temporada imaginada, que apareixia a la pel·lícula. El 2017, es va establir una data de llançament provisional per al 2018. A l'estiu de 2018, els fabricants van programar esdeveniments especials de llançament a partir de l'octubre de 2018. Es va poder projectar una versió en aquests esdeveniments especials de llançament a Paramount a Hollywood i en alguns altres llocs, però es va prendre la decisió de retardar el llançament als mitjans per augmentar el nombre de conversions d'alta definició.
El 2017, una recaptació de fons per al documental va superar el seu objectiu de prop de 150.000 dòlars en un dia després de la seva publicació. Va recaptar més de 500.000 dòlars el març de 2017. Quan va concloure, havia recaptat més de 631.000 dòlars a partir de milers de donacions.
El desenvolupament de What We Left Behind va necessitar més temps a causa, en part, de la gran quantitat de material per a l'edició i els reptes tècnics. Això inclou l'elaboració d'imatges d'efectes especials i el treball amb CBS d'alta definició. Els creadors també van ampliar la quantitat de metratge que es va remasteritzar i es va innovar amb un escaneig 16:9 de la pel·lícula DS9 original.
A l'agost de 2018, es va anunciar que el documental tindria música original amb música dels veterans de Star Trek Dennis McCarthy (256 episodis Star Trek musicats) i Kevin Kiner (10 episodis Star Trek musicats). El productor del documental va ser Kai de Mello-Folsom, en consulta amb altres de l'equip creatiu original, inclosos Michael Okuda, Jonathan West i Doug Drexler.
What We Left Behind: Looking Back at Star Trek: Deep Space Nine es va estrenar a finals del 2018 en aquests llocs:
- Los Angeles, 12 d'octubre
- Nova York, 14 d'octubre
- Birmingham, Regne Unit, 20 d'octubre, durant la convenció Destination Star Trek[67]

El fort suport de la comunitat i la resposta general, així com l'accés de l'equip creatiu als recursos per crear les seqüències d'alta definició, van provocar un retard per augmentar les seqüències filmades en alta definició per al documental.Tot i que la versió de projecció estava completa i podria haver-se llançat tal com estava, es va prendre una decisió creativa per convertir més seqüències en alta definició.
Un teaser mostrava l'art conceptual d'una nau espacial Star Trek, que apareix al documental en una seqüència animada. El disseny de la nau espacial va ser de John Eaves, que va dissenyar moltes naus espacials en programes de televisió i pel·lícules teatrals de la franquícia.
El 13 de maig de 2019, es va estrenar una versió cinematogràfica limitada. Es va presentar a uns 800 cinemes i va recaptar més de 380.000 dòlars. La pel·lícula va revisar diversos aspectes de la sèrie des d'una perspectiva de 20 anys més tard, va explorar una trama per a una vuitena temporada teòrica i va incloure molts clips escanejats de nou a partir del metratge original en alta definició.
A Rotten Tomatoes, té una puntuació d'aprovació del 100% basada en les ressenyes de nou crítics.

## Llibres
Pocket Books ha publicat diverses dotzenes de llibres basats en DS9. Alguns d'aquests eren novel·lacionss d'episodis memorables, com ara "Emissary", "The Search", i "What You Leave Behind", que normalment es publicaven pocs dies després que l'episodi s'emetia als Estats Units. Diverses novel·les formaven part de la sèrie "crossover" entre les franquícies de Star Trek, mentre que d'altres formaven part d'altres franquícies, però tractaven d'esdeveniments presentats a DS9. Per exemple, The Battle of Betazed explica com Deanna Troi va intentar resistir l'ocupació del seu món per part del domini (esmentat a l'episodi "In the Pale Moonlight"). La majoria se centren en l'estació i la seva tripulació, amb una notable excepció que és Legends of the Ferengi d'Ira Steven Behr i Robert Hewitt Wolfe.
La sèrie "Millennium" de Judith i Garfield Reeves-Stevens, publicada per Pocket Books a partir de l'any 2000, consta de The Fall of Terok Nor (llibre 1), The War of the Prophets (llibre 2), i Inferno (llibre 3). La sèrie presenta un final alternatiu de DS9 (les novel·les es van escriure abans que conclogués la sèrie) en què es crea un segon forat de cuc per les accions d'un nombre de personatges ombrívols, destruint l'estació. En la distorsió espai-temps que es produeix, la majoria de la tripulació és transportada 25 anys en el futur, en què la Federació i els seus aliats són pràcticament aixafats, i una secta fanàtica de bajorans que adora els Pah-wraiths ha pujat al poder i planeja destruir l'univers per aconseguir un estat d'existència superior. Inferno acaba la sèrie, ja que es descobreix una manera inesperada de viatge en el temps després del final de l'univers, permetent a la tripulació de la DS9 alterar esdeveniments passats.
Avatar, una novel·la de dues parts publicada l'1 de maig de 2001, es va reprendre on va deixar la sèrie. Va començar la vuitena temporada de DS9, a la qual es va incorporar retroactivament A Stitch in Time (una mirada biogràfica a la vida de Garak, escrita pel mateix Andrew Robinson). Els esdeveniments de "What You Leave Behind", el final de la sèrie de DS9, van provocar alguns canvis radicals a la vuitena temporada. Quan Benjamin Sisko havia entrat al Temple Celestial, el coronel Kira va rebre el comandament de l'estació, mentre que un nou comandant anomenat Elias Vaughn es va fer càrrec de la seva posició, Garak es va convertir en el líder de Cardàssia de postguerra, Odo ajuda els canviants a reconstruir-se i Rom va presidir l'Aliança Ferengi.
Altres publicacions, com Deep Space Nine Technical Manual i Deep Space Nine Companion, són comunes a la majoria de les sèries Trek. El complement DS9 conté guies detallades d'episodis i entrevistes amb actors, escriptors, directors i altres membres del personal.
Les influències de la sèrie DS9 es van incloure en llibres de referència de jocs de rol de Last Unicorn Games i Decipher, Inc. A més, també s'han publicat diverses novel·les en forma d'àudio, narrades per René Auberjonois i Armin Shimerman, entre d'altres.

### Còmics
Fora de la seva línia de novel·les, DS9 ha estat objecte de diversos cómics publicats per Malibu Comics, Wildstorm Comics, Marvel Comics i IDW. Un, Starfleet Academy de Marvel, és un spin-off que detalla les experiències de Nog com a cadet a l'acadèmia de títol a San Francisco. Una altra sèrie de còmics DS9 es va convertir en un exemple d'obres amb llicència de Star Trek que s'influïen mútuament com Tiris Jast, un personatge important de N-Vector de Wildstorm, va aparèixer a la novel·la Avatar, Book One.

## Jocs
Diversos videojocs se centren en DS9. El primer és Crossroads of Time, un joc de desplaçament lateral de 1995 per a Super NES i Genesis. Té lloc al voltant del moment de l'estrena de la sèrie, agafant algunes històries dels primers episodis com ara "Past Prologue" i creant-ne d'altres. Una sèrie de problemes van impedir el procés de desenvolupament del joc, i es va trobar amb reaccions diverses.
Es van llançar tres jocs de temàtica DS9 per a PC: Harbinger el 1996, The Fallen el 2000, i Dominion Wars el 2001. Es va llançar un joc de taula com a part de la desapareguda sèrie de "jocs de taula de components", que inclou un joc de taula compatible per a Star Trek: La nova generació.
DS9 apareix de forma destacada a Star Trek Customizable Card Game, especialment a la seva segona edició. A la primera edició, Deep Space Nine és el cinquè conjunt titular, seguit d'un altre titulat The Dominion i diversos conjunts temàtics de DS9. A la segona edició, s'utilitzen dos tipus de cartes per a la Federació Unida de Planetes, que es poden col·locar a la Terra o a l'Espai Profund Nou. Les afiliacions Ferengi, Domini, Cardassiana, Bajorana i Maquis són principalment material derivat de DS9, mentre que l'afiliació Klíngon també n'agafa en préstec.
El joc de PC Star Trek Online inclou Deep Space Nine com a centre comercial. L'anell inferior (el passeig) conté venedors, i l'anell superior ofereix vistes de l'espai circumdant. L'expansió La victòria és vida se centra al voltant de DS9 i el quadrant Gamma.
El 2019, es va anunciar la màquina d'apostes de videojocs Star Trek: Deep Space Nine – Red Alert, amb una promoció vinculada a la convenció Star Trek de Las Vegas.

## Altre marxandatge
Juntament amb la resta de la franquícia Star Trek, DS9 ha tingut molt de marxandatge que inclou figures d'acció, clauers i models. L'estació en si és objecte de molts d'aquests elements. Paramount ven uniformes de la Flota Estel·lar, inclòs l'uniforme anomenat "DS9" amb diversos colors de divisió. El producte amb llicència produït per Playmates Toys va ser dirigit per Karl Aaronian, que va ser responsable de dirigir el desenvolupament de les figures d'acció de les Teenage Mutant Ninja Turtles. Aaronian va fer una crida a escultors com Scott Hensey d'Anaglyph Studios, Steve Varner de Varner Studios, Art Asylum i es va basar en el disseny gràfic de diversos estudis de disseny i desenvolupament, com ara White Design, PANGEA, McHale Design i Robinson-Clarke. L'escriptura de la línia de joguines va ser escrita per John Schulte, John Besmehn i Cheryl Ann Wong, tots de PANGEA. L'empresa també es va encarregar de generar plànols dels vaixells i altres incentius en paquet per a la línia de joguines.
DS9 es va representar a Star Trek: The Experience, una atracció al Las Vegas Hilton amb una recreació immersiva de l'univers DS9, com una aventura al pont de l' Enterprise i a DS9. El Bar i Restaurant de Quark, format per actors disfressats, servia cuina d'estil Star Trek i va acollir reunions com ara convencions. El Shopping Promenade venia records com ara uniformes "oficials" de la Flota Estelar i figures d'acció. L'atracció va tancar el setembre de 2008.